# Umberto Zanotti Bianco
Umberto Zanotti Bianco (La Canée, 22 janvier 1889-Rome, 28 août 1963) est un archéologue, écologiste, philanthrope et homme politique italien, spécialiste du Mezzogiorno.

## Biographie
Né en Crète d'un père piémontais et d'une mère anglaise, il découvre la Calabre après le tremblement de terre du décembre 1908 et décide alors de faire tout son possible pour améliorer les conditions de vie des habitants du Sud de l'Italie. Il fonde dans ce but l'Associazione nazionale per gli interessi del Mezzogiorno d'Italia et s'installe en 1912 à Reggio de Calabre.
Rencontrant Paolo Orsi en 1911, il devient son ami et s'engage dans l'archéologie. Il associe alors tous ses travaux à de nombreuses actions sociales créant bibliothèques, écoles, jardins d'enfance, colonies de vacances... En 1920, il fonde la Società Magna Grecia pour aider financièrement Orsi qui en devient Président et fouille dans la plaine de Sybaris.
Lors de la Première Guerre mondiale, il se porte volontaire et reçoit à la fin de celle-ci la médaille militaire. Il décide alors de s'engager dans la vie politique et de combattre le fascisme. Il entre ainsi en relation avec les exilés d'Europe de l'Est et de Russie et, à Capri, rencontre souvent Maxime Gorki.
Opposant à Benito Mussolini, engagé avec les intellectuels anti-fascistes, il est mis sous étroite surveillance policière et, en 1926, parvient à quitter l'Italie. Il se rend alors en Palestine, en Égypte puis en Transjordanie où il effectue de nombreuses fouilles.
Fondateur d' Archivio Storico per la Calabria e la Lucania (1931), le parti fasciste lui interdit de poursuivre ses travaux d'archéologie sur la région de Sybaris. Paola Zancani Montuoro l'entraine alors à la recherche de l'Héraïon aux sources du Sélé qu'ils parviennent à retrouver en suivant les textes de Strabon et commencent à le dégager. Persécutés, la Società Magna Grecia dissoute, Zanotti Bianco la reforme sous le nom de Société Paolo Orsi et continue avec Paola Zancani Montuoro ses recherches malgré la surveillance policière et les nombreuses entraves administratives.
Arrêté au début de la Seconde Guerre mondiale, en janvier 1941, il est retenu avec Paola Zancani Monuoro à Paestum puis à Sant'Angnello de Sorrente.
En 1954, la Società Magna Grecia est reconstituée et Zanotti Bianco prend la direction des nouveaux Atti e Memorie.
Président de la croix-rouge italienne (1944-1949) et de l'association pour la protection de la nature et des monuments Italia Nostra, il est nommé Sénateur à vie en 1952 et reverse l'ensemble de son indemnité à la Società Magna Grecia.

## Travaux
- Heraion alle Foce del Sele, 2 vols, avec P. Zancani-Montuoro, 1951-1954
- Grossgriechenland, avec L. von Matt, 1961 (traduit en français en 1962 sous le titre La Grande-Grèce)